# Emma Asson

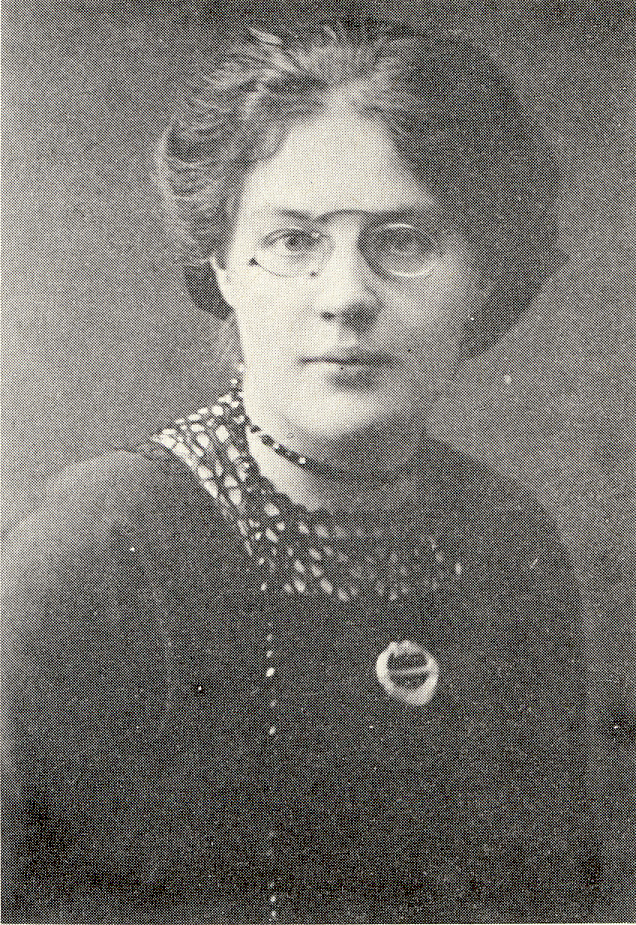
Emma Asson (um 1920)

Emma Asson (seit 1921 Emma Peterson, russisch Эмма Рейнгольдовна Ассон; * 1. Julijul. / 13. Juli 1889greg. 13. Juli 1889 in Vaabina, Russisches Kaiserreich; † 1. Januar 1965 in Tallinn, Sowjetunion) war eine estnische Pädagogin, Politikerin sowie Schulbuchautorin.

## Leben
Emma Asson wurde 1889 im Süden des Landes geboren. Sie studierte von 1904 bis 1910 Geschichte an der Bestužev-Hochschule für Frauen in Sankt Petersburg. Nach dem Staatsexamen wurde sie 1910 Lehrerin in Tartu. Von 1919 bis 1921 arbeitete Asson beim Bildungsministerium. Im Jahr 1921 heiratete Asson den Ingenieur und Politiker Ferdinand Peterson (1887–1979), beide nannten sich ab 1938 Petersen. Er war 1918 Verkehrsminister der ersten Provisorischen Regierung des Landes gewesen. Die Ehe wurde 1941 geschieden.
Von 1926 bis 1935 war Emma Asson-Peterson Lehrerin am heutigen Miina Härma Gymnasium in Tallinn. Sie unterrichtete „die zweite Generation“ Mädchen in estnischer Sprache. Zuvor hatte das Bildungswesen eine deutsch Prägung. Asson-Peterson verfasste 16 Geschichts- und Lehrbücher, die von 1917 bis 1938 teils mehrfach neu aufgelegt wurden.
Ihr Sohn Ivar-Heldur Petersen kam 1929 zur Welt. Er wurde ein bekannter estnischer Mathematiker († 2007).

## Politik
Estland erklärte am 24. Februar 1918 seine Unabhängigkeit vom zaristischen Russland. Emma Asson gehörte der sozialdemokratischen Eesti Sotsiaaldemokraatlik Tööliste Partei (ESTP) an. Im April 1919 wurde sie in die verfassungsgebende Versammlung (Asutav Kogu) der jungen Republik Estland gewählt. Es galt das Verhältniswahlrecht, Männer und Frauen mit einem Wohnsitz in Estland waren wahlberechtigt. Die Wahlen waren frei, gleich, geheim und unmittelbar. In der Versammlung war Asson eine von sieben Frauen unter 113 Männern. Mit Minni Kurs-Olesk war sie am Entwurf der estnischen Verfassung beteiligt. Am 15. Juni 1920 wurde der Text der Verfassung von der Versammlung angenommen. Diese trat am 21. Dezember 1920 in Kraft.
Die erste estnische Parlamentswahl fand vom 27. bis 29. November 1920 statt. Das passive Wahlrecht hatten Männer und Frauen mit einem Mindestalter von 20 Jahren. Der erste Riigikogu (Reichstag) trat vom 4. Januar 1921 bis zum 9. März 1923 zusammen. Asson war eine der drei Frauen unter 100 Abgeordneten.